# Gertrud Aretz
Gertrud Aretz (* 24. März 1915 in Mönchengladbach; † 30. März 2004 in Neuwied) war eine deutsche Fürsorgerin und Politikerin (CDU).

## Leben
Gertrud Aretz war die Tochter des Drehers und Fabrikbesitzers Peter Aretz († 1921) und der Gertrud, geb. Knorr. Sie hatte einen älteren und einen jüngeren Bruder. Ihre Kindheit und Jugend verbrachte sie in Mönchengladbach, wo sie die Volksschule besuchte.
Nach mehreren Jahren hauswirtschaftlicher Arbeit absolvierte Aretz eine Ausbildung als Hauswirtschaftslehrerin. Ab 1937 besuchte sie die Soziale Frauenschule in Berlin, an der sie 1941 das Examen als Fürsorgerin ablegte. Des Weiteren konnte sie per Ausnahmegenehmigung ein Studium der Katholischen Theologie abschließen, obwohl sie kein Abitur besaß. Sie zog 1941 nach Köln und arbeitete zunächst als Werksfürsorgerin bei der Bekleidungsfirma Forma Fabrik E. Doertenbach. Als das Unternehmen 1943 durch alliierte Luftangriffe Bombenschäden genommen hatte, wechselte sie als Fürsorgerin zur Rheinischen Draht- und Kabelwerke GmbH, die gegen Ende des Zweiten Weltkrieges ebenfalls zerstört wurde.
Nach dem Kriegsende wurde Aretz 1945 bei der Stadtverwaltung Köln angestellt und arbeitete dort als Familienfürsorgerin im Wohlfahrts- und Gesundheitsamt. Es folgte eine einjährige Tätigkeit als Fabrikarbeiterin, bis sie eine Stelle als Verbandssekretärin bei der Zentrale der Katholischen Arbeitnehmer-Bewegung (KAB) annahm. 1953 wechselte sie als Angestellte zum Staatlichen Gewerbeaufsichtsamt in Montabaur. Sie bildete sich an der Verwaltungsakademie in Koblenz fort, erhielt den Abschluss und wurde als Gewerbeinspektorin ins Beamtenverhältnis aufgenommen. Bis zu ihrem Eintritt in den Ruhestand arbeitete sie beim Gewerbeaufsichtsamt Montabaur, zuletzt als Gewerbeamtsrätin. Neben ihrer beruflichen Tätigkeit wirkte sie ehrenamtlich als Beauftragte der Diözese Limburg des Päpstlichen Missionswerks Katholischer Frauen.
Aretz trat 1950 in die CDU ein und wurde in den Vorstand des CDU-Kreisverbandes Unterwesterwald gewählt. Sie war Vorstandsmitglied der Bezirksfrauenvereinigung Montabaur und der Bezirksausschüsse der Christlich-Demokratischen Arbeitnehmerschaft (CDA). Bei der Landtagswahl 1959 wurde sie über die Landesliste der CDU in den Rheinland-Pfälzischen Landtag gewählt, dem sie für eine Wahlperiode bis 1963 angehörte. Im Landtag war sie Mitglied des Wirtschafts- und Wiederaufbauausschusses.